# Monsterlijke uitdaging
Monsterlijke uitdaging (Engelse titel: No Time Like Tomorrow) is een verhalenbundel uit 1969 van sciencefictionverhalen van de Engelse schrijver Brian Aldiss. De uitgave binnen Born SF is een van de weinige verhalenbundels in die serie.

## Korte verhalen
1. T (T, 1956)
2. Nooit van mijn leven! (Not for an Age, 1955)
3. Arm vechtersbaasje! (Poor Little Warrior, 1958)
4. De mislukte mens (The Failed Men (Ahead) , 1956)
5. Land van kadavers (Carrion Country, 1958)
6. En Judas danste (Judas Danced, 1958)
7. Psycloop (Psyclops, 1956)
8. Buiten (Outside, 1955)
9. Afscheidsgebaar (Gesture of Farewell, 1957)
10. De nieuwe kerstman (The New Father Christmas, 1958)
11. Verwoeste helling (Blighted Profile, 1958)
12. Onze soort kennis (Our Kind of Knowledge, 1955)